# دبيق مشرقي
الدبيق المشرقي (باللاتينية: Bupleurum orientale) نوع نباتي ينتمي إلى جنس الدبيق من الفصيلة الخيمية.

## الموئل والانتشار
موطن هذا النوع بلاد الشام وقبرص وتركيا.